# スホーイ・スーパージェット100

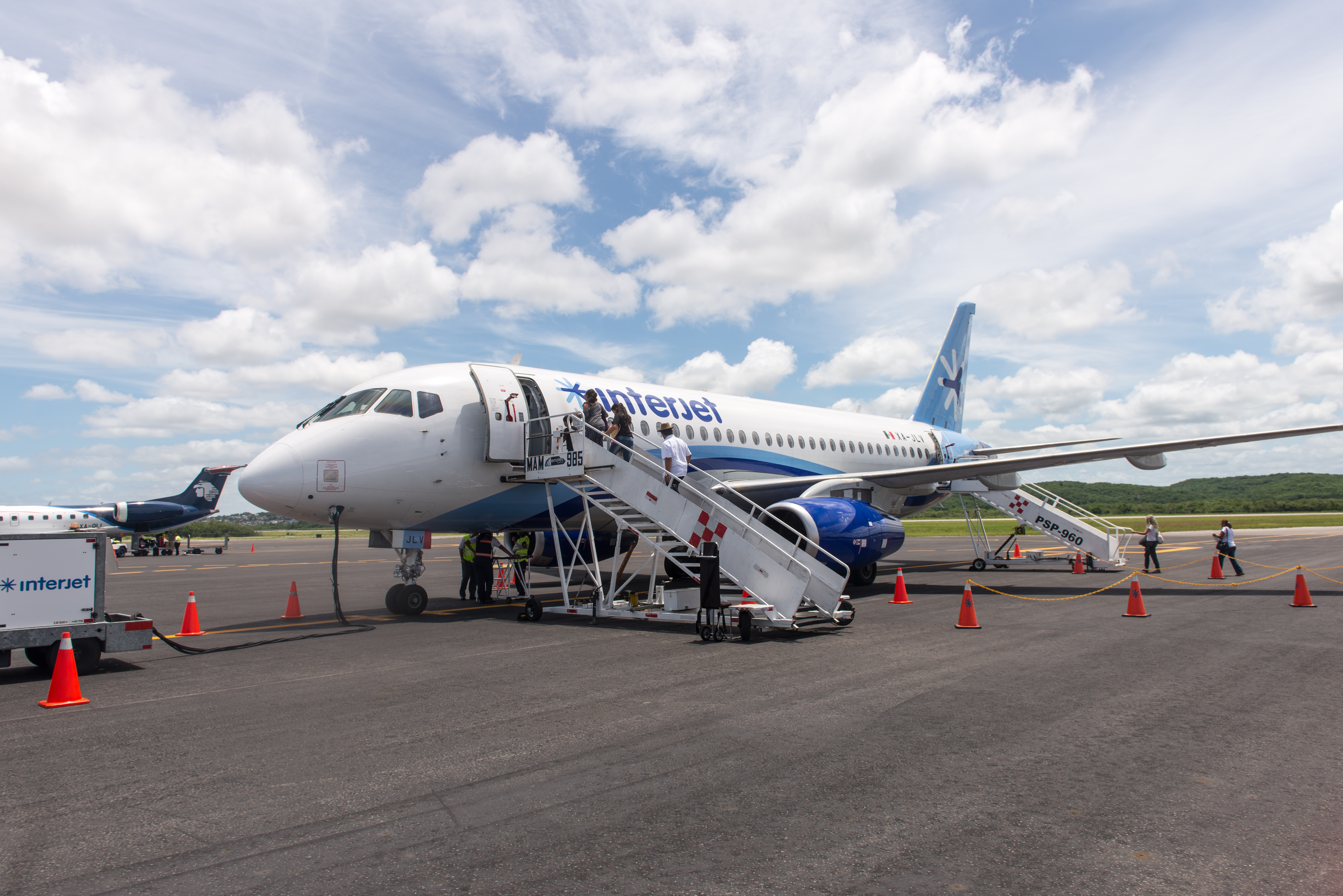
Sukhoi Superjet 100 (Campeche, Mexico)

スホーイ・スーパージェット100
Sukhoi Superjet 100
Сухой Суперджет-100
ヤクーツク航空のスホーイ・スーパージェット100
（2013年8月23日、新潟空港）
- 用途：旅客機
- 分類：地域大型旅客機
- 製造者：スホーイ社
- 運用者 
  - アエロフロート・ロシア航空

など
- 初飛行：2008年
- 生産数：229機（2022年11月現在）[1]
- 運用開始：2011年4月
- 運用状況：就航中

スホーイ・スーパージェット100 (Sukhoi Superjet 100) とはロシアの航空機メーカーによって共同開発される60〜95席クラスの地域ジェット旅客機（リージョナルジェット）である。
名称は英語、ロシア語に関係なくラテン文字で「Sukhoi Superjet 100」及び略称として「SSJ-100」と表記されているが、ロシア語発音では「スホーイ・スーピェルジェト・ストー (Сухой Суперджет-100)」となる。

## 概要

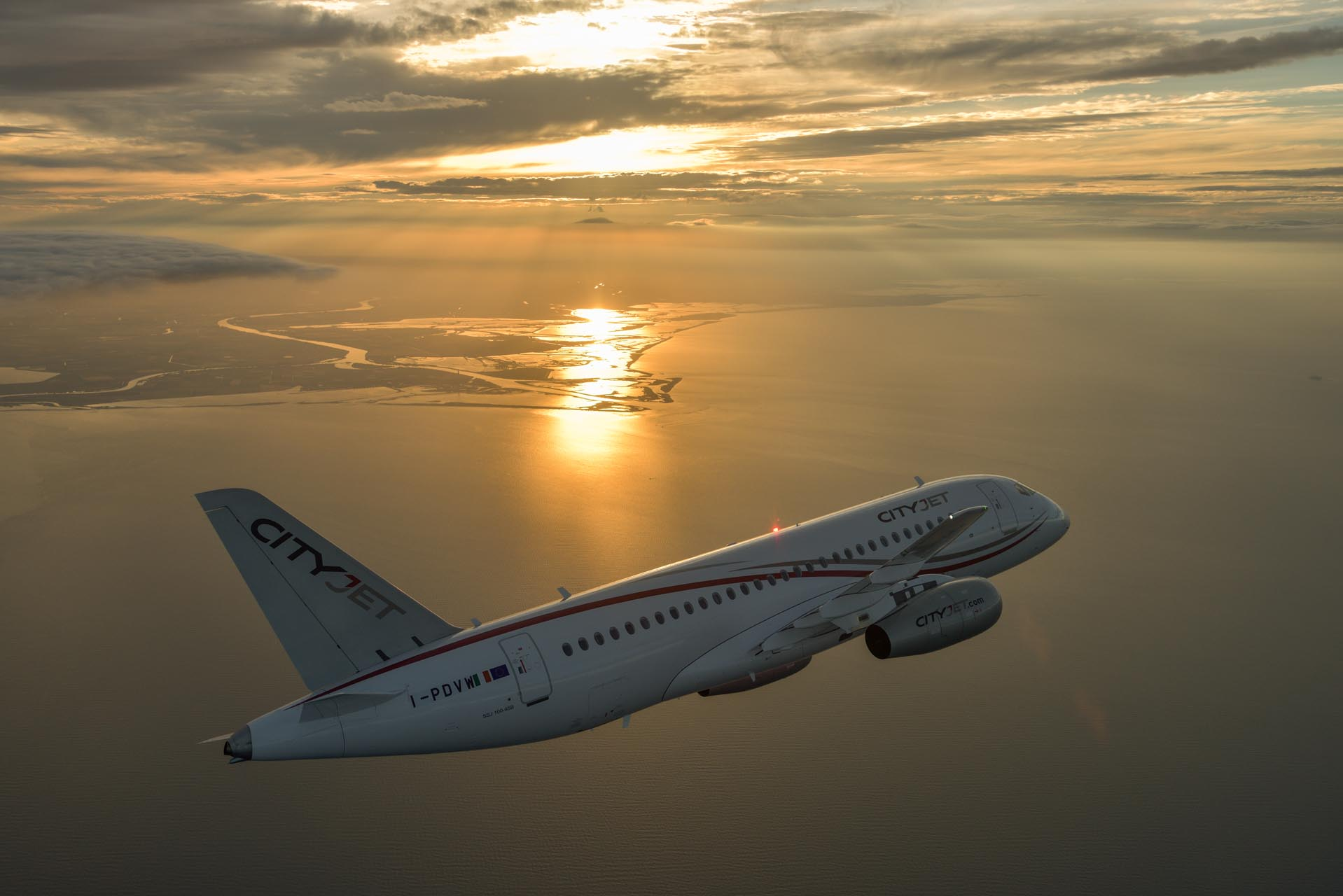
シティジェットのスーパージェット100

ソ連時代は戦闘機・攻撃機専門の設計局であったスホーイ社が新たに民間旅客機市場に参入するために新規に開発されるのが当形式である。開発計画当初はロシア製地域ジェットの略称である、スホーイRRJ（英語: Russian Regional Jet；ロシア語: Российский Региональный Самолёт Сухого ラスィーイスキイ・リギアナーリヌィイ・サマリョート・スホーガ）と呼称していたが、2006年7月17日に現在の名称に変更された。これはスホーイと韻を重ねたとのことである。またスホーイでは「居住性、燃費、技術とサービス、機体価格」のいずれも国際競争力が充分あるとしているほか、操縦桿にエアバス機のようなサイドスティックを採用したり、対テロ装備として操縦室を完全防弾仕様とするなど様々な新機軸を導入している。
プロジェクトの株式の75%は、スホーイの民間機部門となる株式非公開会社「スホーイ民間航空機」 (Гражданские самолеты Сухого) が保有し、残る25%はイタリアのアレーニア・アエロナウティカが保有していた。これは2014年にロシア政府は、会社の授権資本に360億ルーブルを投入してサポートすることを決めスホーイ民間航空機は94.47%の株式を保有し、フィンメカニカの株式は5.53%となった。2016年には残り5.53%を売却し、スホーイ民間航空機が100%を保有しレオナルドは離脱した。離脱後もレオナルド・フィンメカニカは生産・供給、販売、飛行試験のためのサポートやEASA規格による認証などプロジェクトへの関与は続けるという。
機体の設計と製造はロシアのスホーイ設計局、型式証明取得作業をイリューシン、販売や顧客管理をアメリカ合衆国のボーイング社がそれぞれ担当している。またエンジンもロシアのサトゥールンとフランスのスネクマの共同開発であり、空調や制御系はドイツのリープヘルが担当する。そのため、ソ連時代からの「純国産」を放棄し、多くの国際企業の協力を得ている。
エンジンは露仏共同開発のSaM146ターボファン双発であるが、将来的にロシア製のPD-7(PD-14の派生型)への換装も計画されている。また、胴体の長短による乗客数の違いによって、スーパージェット60、スーパージェット75、スーパージェット95と呼称される。ロシア国内の航空会社が主な発注者であるが、メキシコのインテルジェットなども発注しており、プロジェクトに参加しているイタリアの企業によって、引き渡し前の機体が内装を施される。内装作業はイタリアのヴェネツィア郊外にある組み立て工場にて、ギャレーやシートなどを取り付ける工事を行っている。日本の空港へも定期チャーター便などで飛来した事があり、ヨーロッパの空港でも今後目にする機会が増えてくる機種である。日本線では、成田〜ユジノサハリンスク線のヤクーツク航空の定期便で見ることが出来る。
2001年4月に合意成立後、2004年7月にロシアのシベリア航空からRRJ95を50機の発注（その後キャンセル）を受けプログラムがローンチになり、生産はロシアのアムール川沿の都市コムソモリスク・ナ・アムーレにあるKnAAZで行われている。
この機体のライバルとしてアントノフAn-148、エンブラエル E-Jetとボンバルディア Cシリーズ（現エアバスA220）などがある。またスホーイは2020年までにシリーズ全体で600機、最終的に800機の販売を目標にしており、そのうち60%に当たる500機をロシア以外で販売しようとしており、そのために西側の環境基準達成を目標にしている。実際にイタリアのブルーパノラマ航空から8機を受注し、他の航空会社からの関心も集めているという。
2011年2月3日、ロシア航空当局から「Sukhoi Superjet 100(SSJ100)」の型式証明取得。
2011年4月19日、アルメニアのアルマヴィアに引き渡され、人類最初の宇宙飛行士であるユーリ・ガガーリンの名前が付けられた。同年6月16日にはアエロフロート・ロシア航空でも定期便での運行を開始した。
2012年2月3日、欧州航空安全局 (EASA) から「スーパースホイジェット(SSJ)100、モデルRRJ-95B」の型式証明取得。同年4月16日、メキシコ民間航空当局から「スーパージェット100(SSJ100)」の型式証明取得。同年11月22日、インドネシア航空当局から「スホーイ・スーパージェット(SSJ)100、モデルRRJ-95B」の型式証明取得。同年12月19日、ラオス航空当局から「スホーイ・スーパージェット100(SSJ100)」の型式証明取得。

## オペレーター

### ロシア国内
- アエロフロート・ロシア航空
- ロシア航空
- アジムート
- レッドウィングス航空
- ガスプロムアヴィア
- イル・アエロ
- RusJet
- セヴァースタル航空
- ヤクーツク航空
- ヤマル航空

### ロシア国外
- コムルックス KZ
- インテルジェット

## ギャラリー

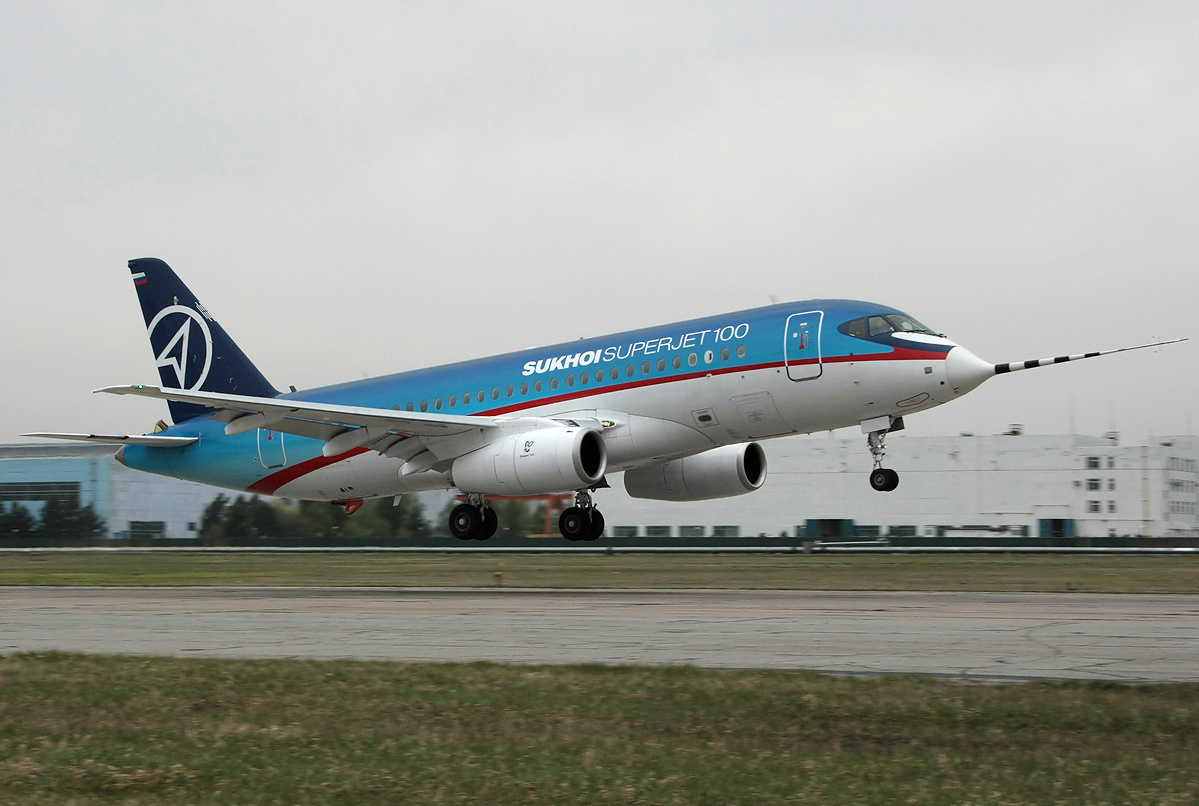
プロトタイプ (RA-97001) 機首に計測用センサーが装着されている
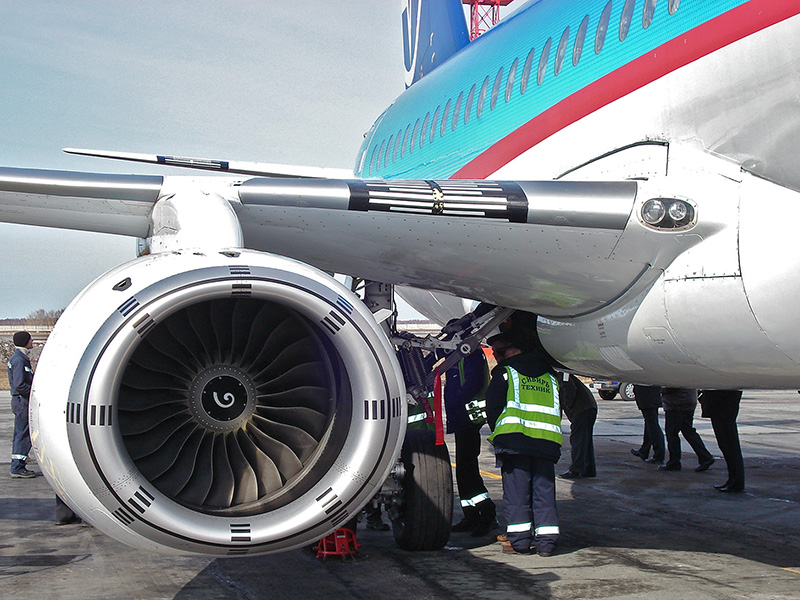
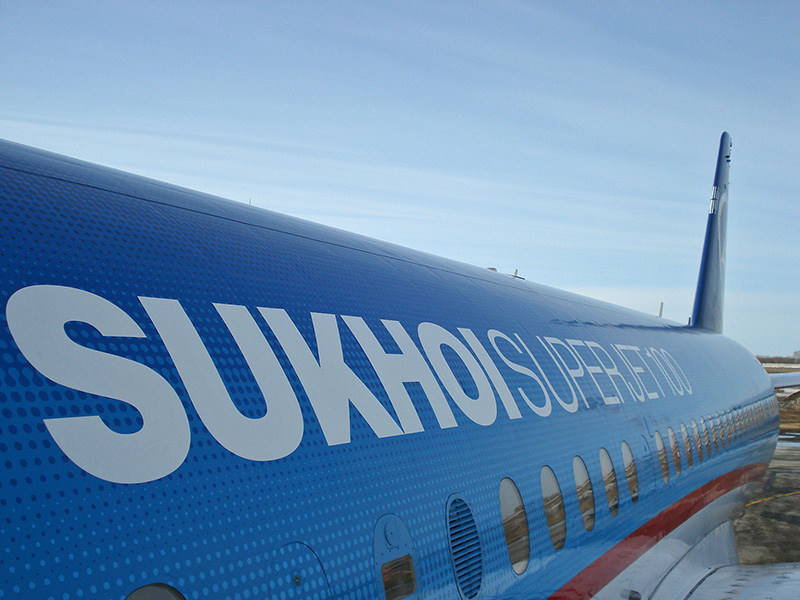
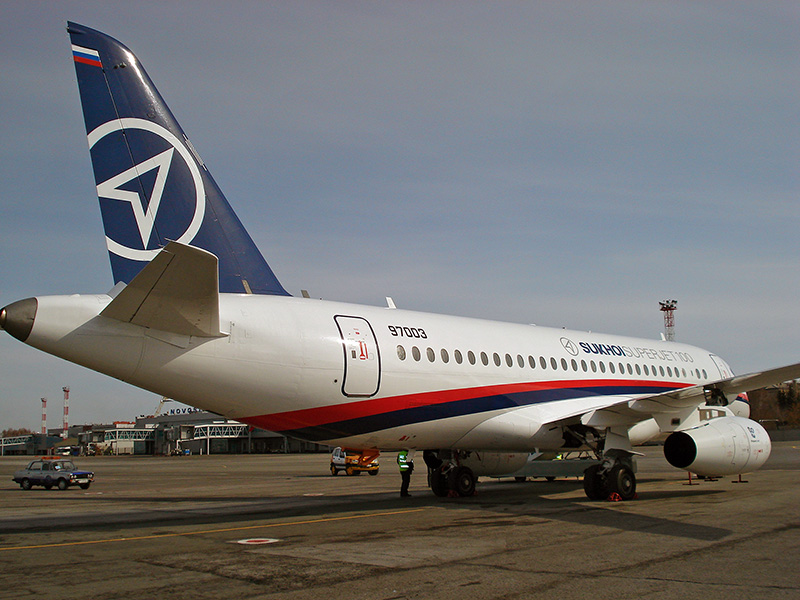
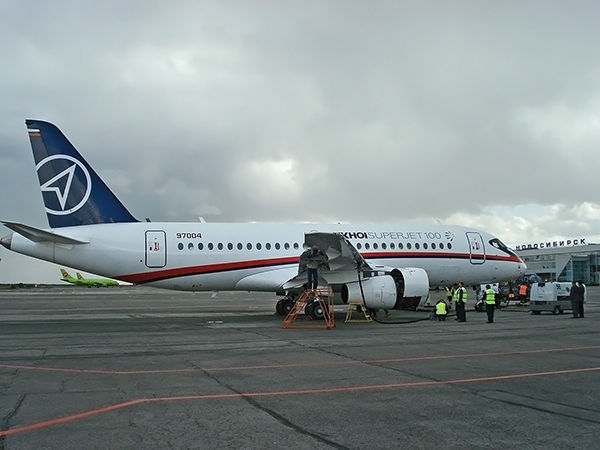
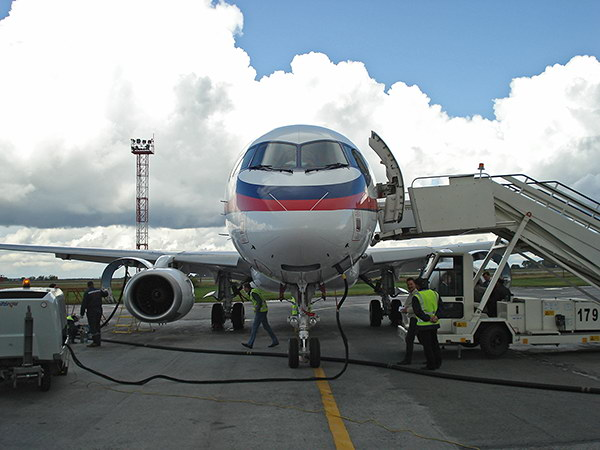
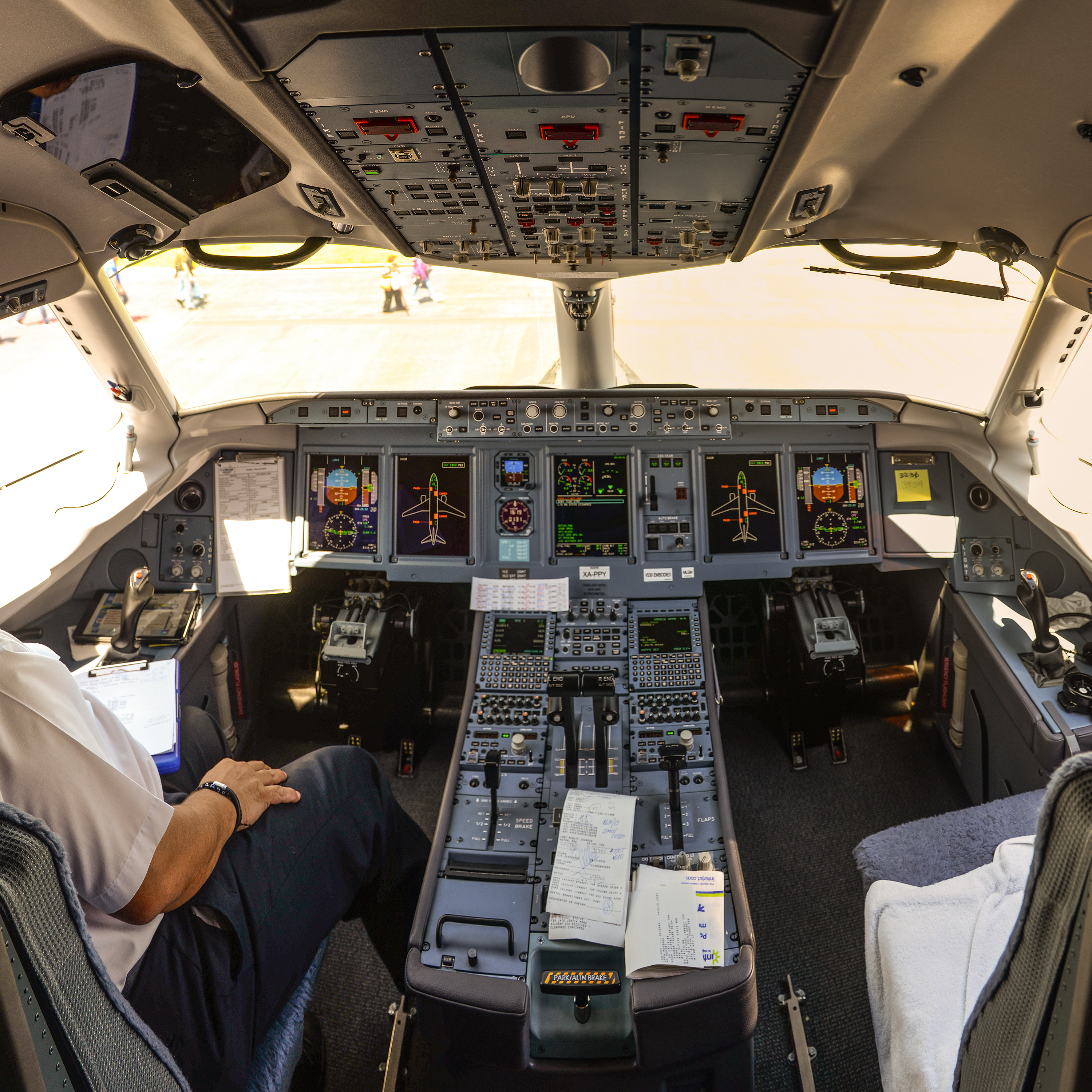
コクピット
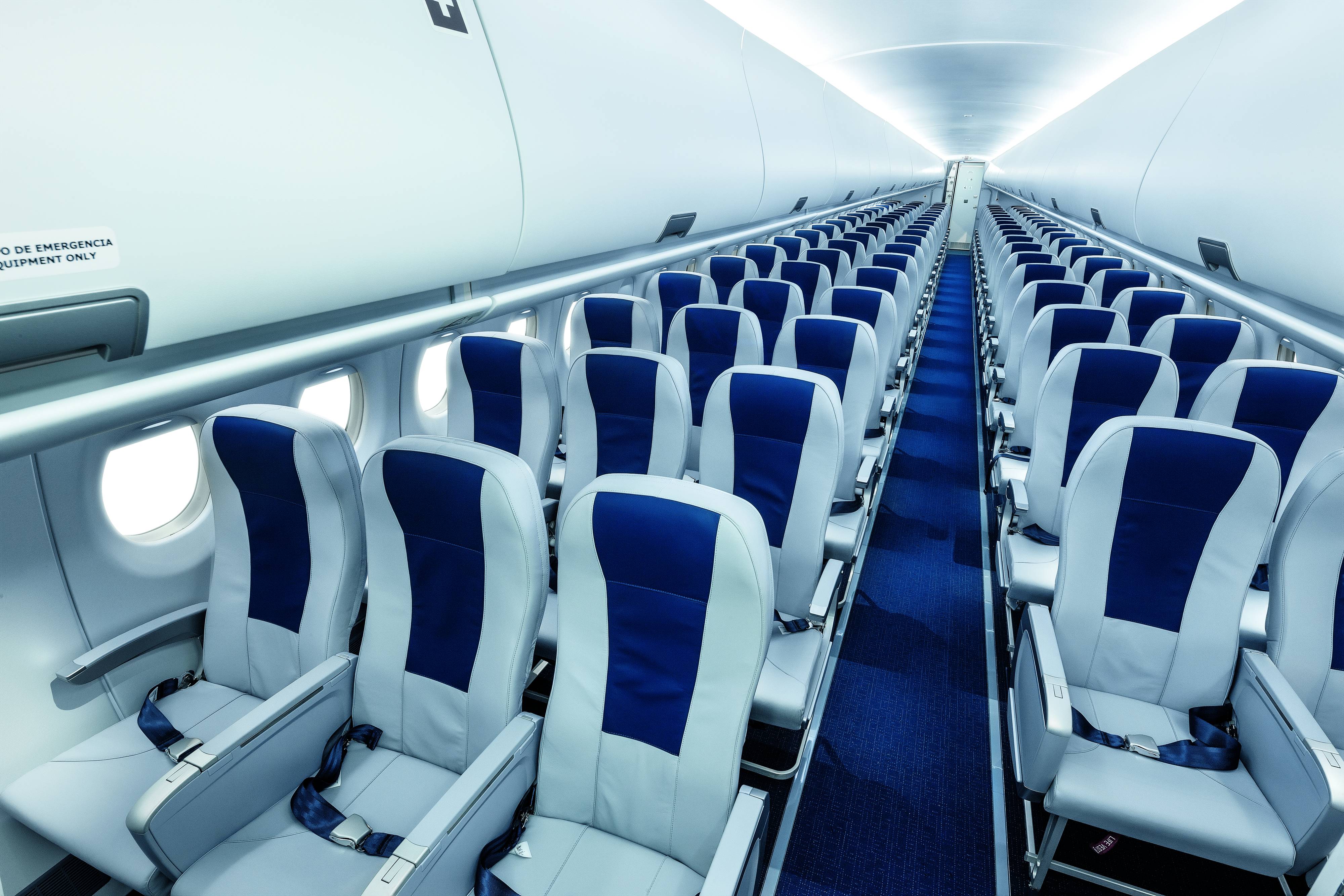
客室内
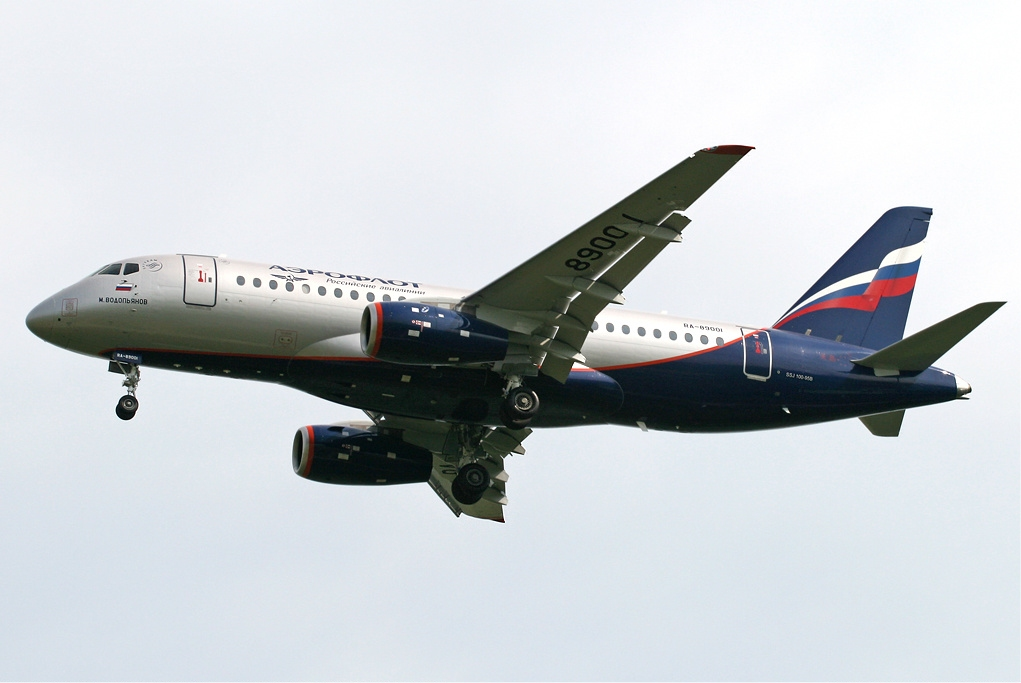
アエロフロート・ロシア航空のスホーイ・スーパージェット100（2011年）
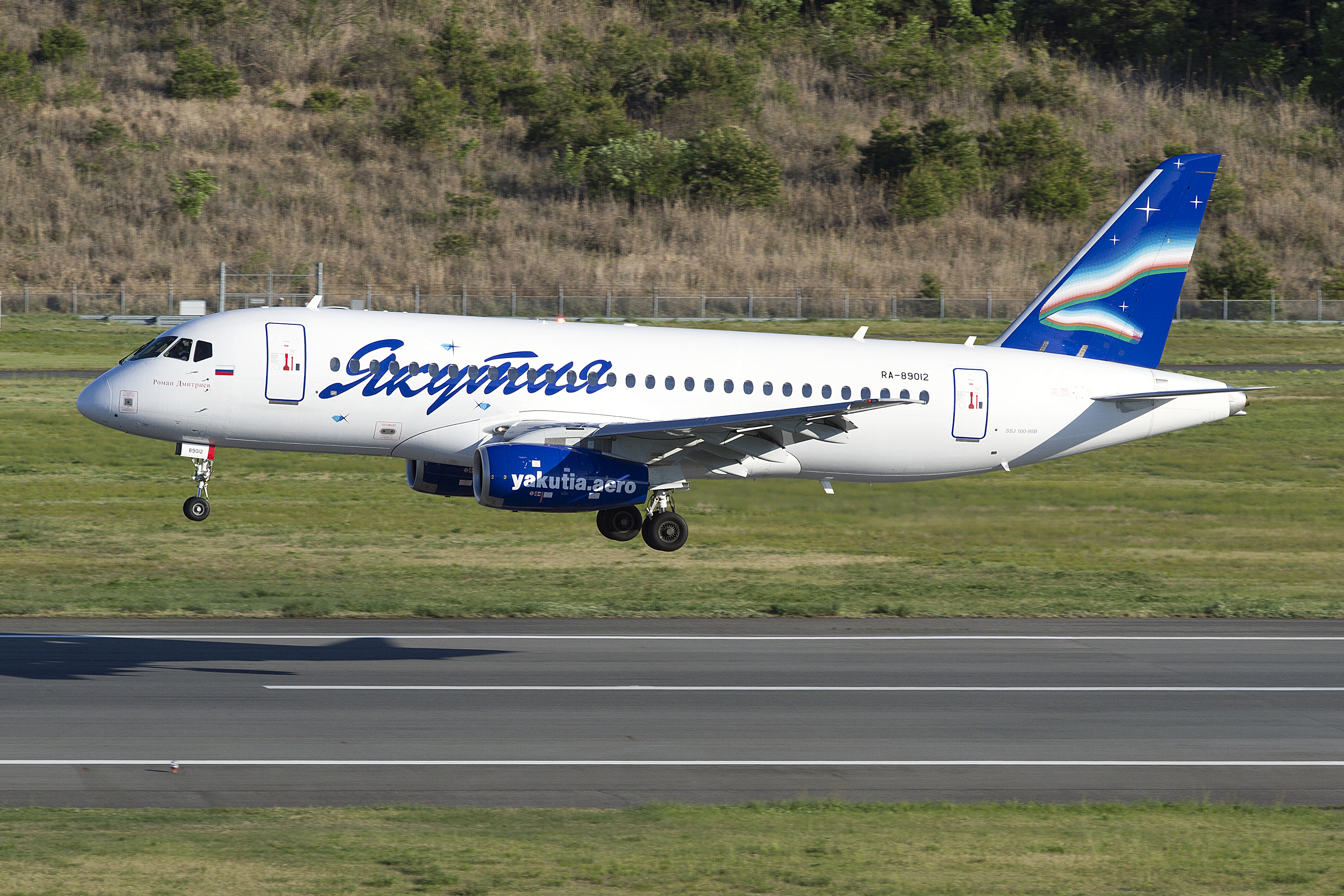
ヤクーツク航空 スホーイ・スーパージェット 100-95B（2014年）

- 着陸するSSJ-100（動画）

## 発注状況
原型機（機体記号：97001）は2007年9月26日に完成し、2008年5月19日にコムソモリスク・ナ・アムーレ市にて初飛行に成功した。型式証明取得のためモスクワ郊外で4機体制での試験飛行が行われていたが、2011年2月3日にロシアの国家間航空委員会から型式証明を取得、続いて2012年2月3日にEASAから型式証明を取得した。
すでに200機以上の受注を獲得しており、2011年4月には量産初号機がアルマヴィアに引き渡された。

### 発注一覧
| 発注年月日     | 航空会社                               | 引渡年       | タイプ75 | タイプ95 | オプション |
| -------------- | -------------------------------------- | ------------ | -------- | -------- | ---------- |
| 2005年11月22日 | Financial Leasing Company              | 2009         |          | 10       |            |
| 2005年12月7日  | アエロフロート・ロシア航空             | 2009-2011    |          | 30       | 15         |
| 2007年9月14日  | アルマヴィア                           | 2010         |          | 2        | 2          |
| 2008年7月15日  | アビアリーシング                       | 2010         |          | 24       | 16         |
| 2008年12月5日  | カルティカ航空                         | 2011         |          | 30       |            |
| 2009年6月17日  | ガスプロム                             | TBD          |          | 10       |            |
| 2009年8月21日  | ヤクーツク航空                         | 2011         |          | 2        |            |
| 2010年7月21日  | オリエント・タイ航空                   | 2011-2014    |          | 12       | 12         |
| 2010年7月21日  | パール・エアクラフト・コーポレーション | -2012        |          | 30       | 15         |
| 2010年9月2日   | ウィリス・リース・ファイナンス         | -2012        |          | 6        | 4          |
| 2011年1月17日  | インテルジェット                       | -2012        |          | 15       | 5          |
| 2011年6月21日  | スカイ・アヴィエーション               | 2012-2015    |          | 12       |            |
| 2011年6月22日  | ブルーパノラマ航空                     | -2012        |          | 8        | 4          |
| 2011年8月18日  | Aviotech                               | TBD          |          | 10 (VIP) | 10         |
| 2011年8月19日  | Kuban Airlines                         | 2012-2015    |          | 12       |            |
| 2011年8月19日  | Moskovia Airlines                      | 2013         |          | 3        | 2          |
| 2011年8月      | ヤマル航空                             | 2012-2015    |          | 10       |            |
| 2011年8月      | キルギスタン航空                       | 2013         |          | 2        | 2          |
| 2011年8月      | タジク・エア                           | 2013         |          | 2        | 4          |
| 2011年10月9日  | コムラックス                           | 2014         |          | 2 (SBJ)  | 2          |
| タイプ別小計   | タイプ別小計                           | タイプ別小計 | 0        | 232      | 97         |
| 合計           | 合計                                   | 合計         | 329      | 329      | 329        |

※イタリ航空、マレブ・ハンガリー航空などからの発注もあったが、その後の破産によって取り消しとなっている。

## 航空事故
- 2012年5月9日、インドネシア（ジャワ島）で、各国の航空関係者らを搭乗させデモフライト中だったRA-97004[14]機が西ジャワ州ボゴール付近のサラーク山に墜落し、乗員乗客45人全員が死亡[15][16][17][18]。

- 2019年5月5日、シェレメーチエヴォ国際空港からムルマンスクへ向かっていたアエロフロート1492便(機体記号RA-89098)がシェレメーチェヴォ空港の緊急着陸時に炎上した。この事故では41人の死者が出た。

- 2024年7月12日、モスクワ郊外で試験飛行を行っていたガスプロム所有の機体が墜落。乗員3人が死亡。大規模修理を終えた後の飛行で、緊急信号を発信した後に着陸を試みたが失敗した[19]。
- 2024年11月24日、ロシアのソチ国際空港からトルコ南部地中海沿岸のアンタルヤ空港へ向かっていたアジムート5051便､機体番号RA-89085:SSJ100-95LR型機が現地時間21時半過ぎ着陸後、右エンジンから出火、乗客･乗員95人は全員脱出し負傷者無く、空港消防当局などにより消火されたが、使用した滑走路は午前3時まで閉鎖された[20][21]。また、同機は同年10月16日に露国内線飛行中に油圧装置異常でモスクワ･ヴヌーコヴォ国際空港に緊急着陸している[22][23]。

## 仕様
|              | スーパージェット60型 | スーパージェット75型 | スーパージェット95型 |
| ------------ | -------------------- | -------------------- | -------------------- |
| 全長         | 23.87m               | 26.37m               | 29.87m               |
| 全高         | 10.28m               | 10.28m               | 10.28m               |
| 全幅         | 27.80m               | 27.80m               | 27.80m               |
| 主翼面積     | 77 m2                | 77 m2                | 77 m2                |
| 航続距離     | 3,204km              | 3,265km              | 3,050km              |
| 巡航速度     | マッハ0.81           | マッハ0.81           | マッハ0.81           |
| 最大離陸重量 | 35,790kg             | 38,820kg             | 42,520kg             |
| 貨物室容量   | 10.22m3              | 15.01m3              | 21.97m3              |
| 基本座席数   | 68（最大）           | 83（最大）           | 105（最大）          |

|                          | SSJ 100–75                                                                 | SSJ 100-75LR                                                               | SSJ 100–95                                                                 | SSJ 100-95LR                                                               |
| ------------------------ | -------------------------------------------------------------------------- | -------------------------------------------------------------------------- | -------------------------------------------------------------------------- | -------------------------------------------------------------------------- |
| 乗員                     | 2名                                                                        | 2名                                                                        | 2名                                                                        | 2名                                                                        |
| 座席数                   | 83 (1-クラス, 過密) 78 (1-クラス, 標準) 68 (2-クラス, 標準)                | 83 (1-クラス, 過密) 78 (1-クラス, 標準) 68 (2-クラス, 標準)                | 103 (1-クラス, 過密) 98 (1-クラス, 標準) 86 (2-クラス, 標準)               | 103 (1-クラス, 過密) 98 (1-クラス, 標準) 86 (2-クラス, 標準)               |
| 座席間隔                 | 30 in (1-クラス, 過密), 32 in (1-クラス, 標準) 36 & 32 in (2-クラス, 標準) | 30 in (1-クラス, 過密), 32 in (1-クラス, 標準) 36 & 32 in (2-クラス, 標準) | 31 in (1-クラス, 過密), 32 in (1-クラス, 標準) 36 & 32 in (2-クラス, 標準) | 31 in (1-クラス, 過密), 32 in (1-クラス, 標準) 36 & 32 in (2-クラス, 標準) |
| 全長                     | 26.44 m (86 ft 9 in)                                                       | 26.44 m (86 ft 9 in)                                                       | 29.94 m (98 ft 3 in)                                                       | 29.94 m (98 ft 3 in)                                                       |
| 全幅                     | 27.80 m (91 ft 2 in)                                                       | 27.80 m (91 ft 2 in)                                                       | 27.80 m (91 ft 2 in)                                                       | 27.80 m (91 ft 2 in)                                                       |
| 全高                     | 10.28 m (33 ft 9 in)                                                       | 10.28 m (33 ft 9 in)                                                       | 10.28 m (33 ft 9 in)                                                       | 10.28 m (33 ft 9 in)                                                       |
| 胴体最大直径             | 3.35 m (11 ft 0 in)                                                        | 3.35 m (11 ft 0 in)                                                        | 3.35 m (11 ft 0 in)                                                        | 3.35 m (11 ft 0 in)                                                        |
| 客室幅                   | 3.236 m (127.4 in)                                                         | 3.236 m (127.4 in)                                                         | 3.236 m (127.4 in)                                                         | 3.236 m (127.4 in)                                                         |
| 客室高                   | 2.12 m (6 ft 11 in)                                                        | 2.12 m (6 ft 11 in)                                                        | 2.12 m (6 ft 11 in)                                                        | 2.12 m (6 ft 11 in)                                                        |
| 座席横間隔               | 51 cm (20 in)                                                              | 51 cm (20 in)                                                              | 51 cm (20 in)                                                              | 51 cm (20 in)                                                              |
| 座席幅                   | 46.5 cm (18.3 in)                                                          | 46.5 cm (18.3 in)                                                          | 46.5 cm (18.3 in)                                                          | 46.5 cm (18.3 in)                                                          |
| 一人当たりの容積         | 0.07 m3 (2.5 cu ft)                                                        | 0.07 m3 (2.5 cu ft)                                                        | 0.07 m3 (2.5 cu ft)                                                        | 0.07 m3 (2.5 cu ft)                                                        |
| 最大離陸重量 (MTOW)      | 38,820 kg (85,580 lb)                                                      | 42,280 kg (93,210 lb)                                                      | 45,880 kg (101,150 lb)                                                     | 49,450 kg (109,020 lb)                                                     |
| 空重量 (OEW)             | -                                                                          | -                                                                          | 25,100 kg (55,300 lb)                                                      | -                                                                          |
| DOW                      | -                                                                          | -                                                                          | 26,600 kg (58,600 lb)                                                      | -                                                                          |
| 最大着陸重量             | 35,000 kg (77,000 lb)                                                      | 35,000 kg (77,000 lb)                                                      | 41,000 kg (90,000 lb)                                                      | 41,000 kg (90,000 lb)                                                      |
| 最大積載量               | 9,130 kg (20,130 lb)                                                       | 9,130 kg (20,130 lb)                                                       | 12,245 kg (26,996 lb)                                                      | 12,245 kg (26,996 lb)                                                      |
| 最大燃料容量             | 13,135 L (10,600 kg or 23,370 lb)                                          | 13,135 L (10,600 kg or 23,370 lb)                                          | 13,135 L (10,600 kg or 23,370 lb)                                          | 13,135 L (10,600 kg or 23,370 lb)                                          |
| 貨物容量                 | 15.01 m3 (530 cu ft)                                                       | 15.01 m3 (530 cu ft)                                                       | 21.97 m3 (776 cu ft)                                                       | 21.97 m3 (776 cu ft)                                                       |
| 最大離陸重量での滑走距離 | 1,515 m (4,970 ft)                                                         | 1,515 m (4,970 ft)                                                         | 1,731 m (5,679 ft)                                                         | 2,052 m (6,732 ft)                                                         |
| 最大飛行高度             | 12,500 m (41,000 ft)                                                       | 12,500 m (41,000 ft)                                                       | 12,500 m (41,000 ft)                                                       | 12,500 m (41,000 ft)                                                       |
| 巡航速度                 | マッハ 0.78 (828 km/h/511 mph / 448knots at 11,000 m/36,000 ft)            | マッハ 0.78 (828 km/h/511 mph / 448knots at 11,000 m/36,000 ft)            | マッハ 0.78 (828 km/h/511 mph / 448knots at 11,000 m/36,000 ft)            | マッハ 0.78 (828 km/h/511 mph / 448knots at 11,000 m/36,000 ft)            |
| 最大巡航速度             | マッハ 0.81 (870 km/h/ 541 mph / 469knots at 11,000 m/36,000 ft)           | マッハ 0.81 (870 km/h/ 541 mph / 469knots at 11,000 m/36,000 ft)           | マッハ 0.81 (870 km/h/ 541 mph / 469knots at 11,000 m/36,000 ft)           | マッハ 0.81 (870 km/h/ 541 mph / 469knots at 11,000 m/36,000 ft)           |
| 航続距離（満席時）       | 2,900 km (1,800 mi)                                                        | 4,550 km (2,830 mi)                                                        | 3,048 km (1,894 mi)                                                        | 4,578 km (2,845 mi)                                                        |
| エンジン (x 2)           | パワージェット SaM146                                                      | パワージェット SaM146                                                      | パワージェット SaM146                                                      | パワージェット SaM146                                                      |
| 離陸推力 (x 2)           | 13,500 lbf (60 kN)                                                         | 13,500 lbf (60 kN)                                                         | 15,400 lbf (69 kN)                                                         | 15,400 lbf (69 kN)                                                         |
| APR 推力 (x 2)           | 15,400 lbf (69 kN)                                                         | 15,400 lbf (69 kN)                                                         | 17,500 lbf (78 kN)                                                         | 17,500 lbf (78 kN)                                                         |
| ファン直径               | 1.22 m (48 in)                                                             | 1.22 m (48 in)                                                             | 1.22 m (48 in)                                                             | 1.22 m (48 in)                                                             |
| エンジン全長             | 2.07 m (81 in)                                                             | 2.07 m (81 in)                                                             | 2.07 m (81 in)                                                             | 2.07 m (81 in)                                                             |

出典: スホーイ民間航空機会社, スーパージェット インターナショナル, パワージェット.

## 参照
1. ↑  “Реестр: Сухой SuperJet-100”. (2022年11月)
2. ↑  ただし、通常はラテン文字及び英語発音によって表記／呼称され、略称としても「ССД-100」と表記されることは少ない。
3. ↑  Итальянский партнер ушел из "Гражданских самолетов Сухого"
4. ↑  Итальянцы сохранят причастность к проекту Sukhoi Superjet 100
5. ↑  Экономика и бизнес - Рогозин: Sukhoi Superjet откажется от французских авиадвигателей
6. 1 2  スホイ、スーパージェット100がロシア航空当局に認可
7. ↑  First Sukhoi Superjet 100 delivered to Armenian airline
8. ↑  Аэрофлот выполнил первый коммерческий рейс на лайнере SUKHOI SUPERJET 100
9. 1 2  スホイスーパージェット100がEASAから型式証明を取得
10. ↑  スホイ・スーパージェット100、メキシコで型式証明取得
11. ↑  スホーイ、インドネシアでSSJ100の型式証明を取得
12. ↑  スホーイ・スーパージェット100、ラオス航空当局から型式証明を取得
13. ↑  2008年6月2日 Japan Aviation News
14. ↑  aviation-safety.net/20120509-0
15. ↑  “Russia's Sukhoi SuperJet-100 goes off radars in Jakarta, hijacking not ruled out”. RT (RT.com). (2012年5月9日) 2012年5月11日閲覧。
16. ↑  “'No sign of survivors' at Sukhoi SuperJet-100 wreck site”. RT (RT.com). (2012年5月10日) 2012年5月10日閲覧。
17. ↑  Karlis Salna (2012年5月10日). “No survivors in Indonesia plane crash”. 9 News.  オリジナルの2012年7月19日時点におけるアーカイブ。 2012年5月10日閲覧。
18. ↑  “Relatives of Superjet Crash Victims Observe Recovered Bodies”. RIA Novosti (En.rian.ru). (2012年5月12日) 2012年5月12日閲覧。
19. ↑  “モスクワ郊外にロシア製の旅客機墜落　乗員3人死亡、テスト飛行中”.   朝日新聞DIGITAL (2024年7月12日). 2024年7月12日閲覧。
20. ↑  ロシア旅客機のエンジン発火、乗客乗員は無事避難 トルコ
21. ↑  "Features." sukhoi.org. Retrieved 9 November 2010.
22. ↑  "Technical specifications." superjet100.com. Retrieved 9 November 2010.
23. ↑  "Engine specifications." powerjet.aero. Retrieved 9 November 2010.